# 江田島町秋月
江田島町秋月（えたじまちょうあきづき）は、広島県江田島市の地名。

## 地理
江田島の東岸に位置する。北に江田島町小用が、西に山を隔てて江田島町鷲部がある。
秋月集落の北にはアメリカ軍の秋月弾薬庫がある。

## 歴史
かつては「秋付」と書かれたが、1918年頃に「秋月」に変わった。
1889年4月に町村制が実施されて江田島村が成立し、秋付もこれに属した。村内は秋付を含む12区に分かたれ、各区に区長と区長代理が置かれた。
明治に大日本帝国海軍の秋月火薬庫が設置された。1899年までに海軍省により土地が買収されたという。太平洋戦争後はアメリカ軍が秋月弾薬庫として利用している。
1946年9月の町村制の改正で村の下に置かれた区は廃されたが、区名は残った。1947年8月に役場の出張所が設けられた。1951年10月1日から江田島村は江田島町となった。
1994年2月14日に住居表示が実施され、秋月1–4丁目が成立した。
2004年11月1日、江田島町外3町が合併して江田島市が誕生した。江田島町「秋月」は江田島市「江田島町秋月」に引き継がれた。

### 人口
| 年                | 世帯数  | 人口    |
| ----------------- | ------- | ------- |
| 宝永7年（1710年） | 32戸    | 127人   |
| 1930年            | 355戸   | 1,664人 |
| 1946年            | 485世帯 | 2,109人 |
| 1985年            | 377世帯 | 988人   |
| 1995年            | 332世帯 | 792人   |
| 2000年            | 329世帯 | 742人   |
| 2005年            | 293世帯 | 634人   |
| 2010年            | 259世帯 | 552人   |
| 2015年            | 231世帯 | 456人   |
| 2020年            | 188世帯 | 356人   |

## 教育
江田島市立江田島小学校（中央）および江田島市立江田島中学校（小用）の校区内である。
かつて江田島市立秋月小学校が存在したが、江田島市の学校再編によって2006年に江田島小学校に統合された。秋月小学校の跡地は水産加工品卸売業のオーシャンポイントに売却された。

## 交通

### 道路
鷲部から小用に向けて広島県道298号鷲部小用線が通る。鷲部との間は秋月トンネルが山を貫いている。秋月トンネルは秋月弾薬庫が有事の際の緊急避難壕として整備され、1981年10月に開通した。また、江田島町中心部や能美島への交通改善にも寄与した。小用方面へはしびれ峠を経由する。
江南方面へ広島県道299号秋月飛渡瀬線が通じている。

### 海上交通
秋月の港は1961年以降、小用港の一部として管理されている。
秋月桟橋では呉中央桟橋との間で定期船が運行されている。ただし、新型コロナウイルス感染症の影響で2020年11月から運航を休止している。

## 社会福祉
集会所として秋月交流プラザがある。1977年3月に秋月公民館として開館した。

## 通信
1942年2月11日に秋月郵便局が設けられた。